# Radio Vatican

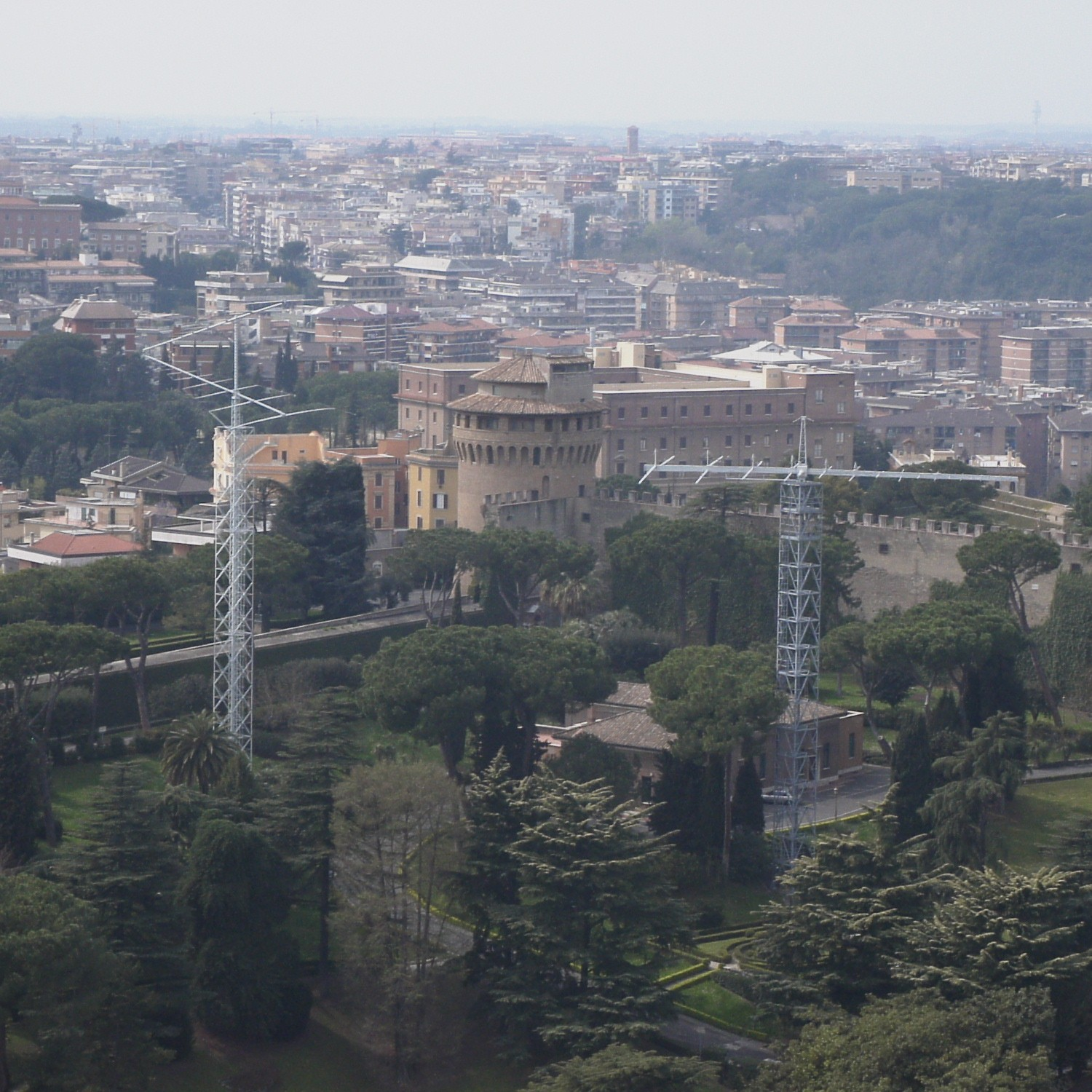
Mât d'antenne et bâtiments de Radio Vatican

Radio Vatican (en latin : Statio Radiophonica Vaticana) se définit elle-même comme « la voix du pape ». Inaugurée le 12 février 1931, la station de radio vaticane émet régulièrement en quarante langues différentes. Le centre émetteur se trouve à Santa Maria di Galeria dans la province du Latium. Son siège est au Vatican.

## Histoire

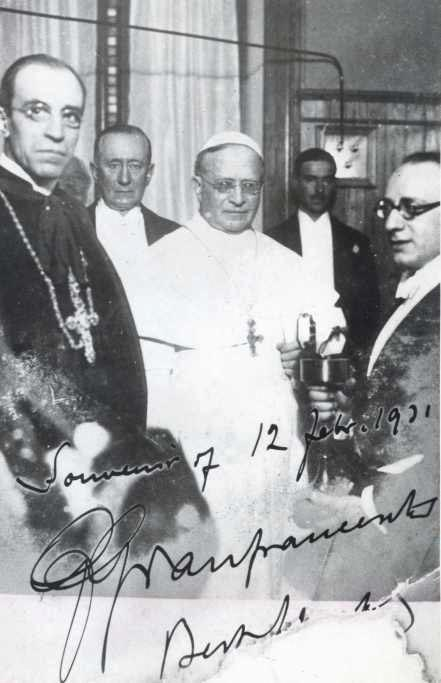
Inauguration de Radio Vatican par Pie XI et le cardinal Pacelli (futur Pie XII). Entre eux, Guglielmo Marconi.

Au lendemain des accords du Latran réglant définitivement les rapports entre le Saint-Siège et l'Italie (1929), et créant l'État du Vatican, Pie XI confie à l'ingénieur Guglielmo Marconi le projet de construction d'une station radio à l'intérieur du nouvel État. La radio est inaugurée le 12 février 1931 : pour la première fois la voix du pape est entendue sur les ondes. La radio est confiée aux pères jésuites : Giuseppe Gianfranceschi, physicien et mathématicien en est le premier directeur. L'émetteur historique, d'une puissance de 10 kW, est situé dans les jardins du palais du Vatican, dans une tour médiévale restaurée par Léon XIII à la fin du XIXe siècle. Il émet alors sur deux longueurs d'onde courtes. En 1936, l'Union internationale de la radio autorise « à titre spécial » la diffusion sans limitation géographique, ce qui permet à la radio de se développer. Ainsi, deux émetteurs supplémentaires de 25 kW sont installés en 1937.
Pendant la Seconde Guerre mondiale, la radio diffuse ses émissions en quatre langues sur ondes moyennes. Il s'agit surtout de messages des familles aux soldats ou d'appels pour la recherche de disparus. Joseph Goebbels ordonne le brouillage des émissions en Allemagne. La guerre accélère le développement de la radio qui diffuse en 1948 des émissions en dix-neuf langues. Le 24 juillet 1952, la radio se déplace dans la zone de Rome de Santa Maria di Galeria, située à 18 km de Rome. Le terrain, vaste de 440 ha, jouit de l'extraterritorialité. Pie XII y inaugure un nouveau centre émetteur, placé sous la protection de l'archange Gabriel, patron des liaisons radiophoniques, en 1957. En 1970, le siège se déplace à son tour : il s'installe au palazzo Pio, à l'entrée de la via della Conciliazione, dans le quartier du Borgo. En mars 2006, le pape a visité les locaux de la station à l'occasion des 75 ans de celle-ci.
De 1991 à 2016 la rédaction en chef de la section francophone de la radio est assurée par Romilda Ferrauto .
En décembre 2017, la réforme des médias voulue par le pape François aboutit à la création d'une rédaction unique, multilingue et multimédias, dénommée Vatican News.

## Fonctionnement

### Statut
Depuis 1986, la radio est un service autonome, classée par la constitution apostolique Pastor bonus comme une « institution rattachée au Saint-Siège », à l'instar de L'Osservatore Romano. Elle est placée sous la responsabilité de la Secrétairerie d'État qui contrôle notamment l'adéquation de ses programmes à la doctrine catholique. Elle est dirigée par un comité de coordination :
- un directeur général, nommé par le pape : (depuis aout 2016), le membre de l'Opus Dei Greg Burke[réf. nécessaire] ;
- un directeur des programmes, nommé par la Secrétairerie d'État: Andrzej Koprowski[réf. nécessaire] ;
- un directeur des services techniques ;
- un directeur administratif.

Le personnel de la radio comprend environ 400 personnes de 59 nationalités différentes, presque toutes laïques (87 %) : en 1992, les laïcs sont 355 sur 400. Sur un plan légal, on distingue :
- le personnel religieux (13 %) ;
- le personnel titulaire (di ruolo) : journalistes (50 %), techniciens et agents administratifs (35 %) régis par les règles applicables aux fonctionnaires du Vatican ;
- le personnel contractuel de droit privé ;
- les prestataires.

Radio Vatican est financée par dotation du Saint-Siège et les dons des auditeurs, souvent sous la forme de nouveaux émetteurs. Elle perçoit peu de droits radiophoniques : les productions de la radio sont librement rediffusables. Jusqu'en 2009, elle ne recourait pas non plus à la publicité. De ce fait, la radio connaît un déficit chronique, qui s'élève en 1988 à 7 milliards de lires. Selon le directeur de la radio, Federico Lombardi, le budget de Radio Vatican se situerait entre 20 et 25 millions d'euros.
Depuis le 6 juin 2009, Radio Vatican diffuse des publicités. Cette décision fut prise car la radio a besoin de nouvelles ressources .
Dans le cadre de la restructuration de la communication du Saint-Siège mise en œuvre par le pape François sur proposition du Conseil des cardinaux, Radio Vatican est placée sous la responsabilité du nouveau secrétariat pour la communication le 29 juin 2015. Le 1er janvier 2017, Radio Vatican est pleinement intégrée au nouveau dicastère.

### Émissions
Radio Vatican diffuse aujourd'hui plus de 50 heures d'émissions quotidiennes en 40 langues (en 2000). En 1996, son auditoire était situé dans une fourchette allant de 20 à 30 millions de personnes, dont 3 millions en Pologne. Il s'agit principalement d'émissions sur la vie de l'Église, l'activité du Pape et des programmes d'actualité : audiences générales, bénédictions et angélus pontificaux, messe quotidienne, émissions patronnées par l'Académie pontificale des sciences, émissions doctrinales à l'intention des pays de mission, etc. Elle assure également la couverture des grands événements du Saint-Siège, comme les conclaves. Elle diffuse des émissions culturelles et musicales. Le réseau romain (Rete romana) émet 20 heures par jour. Enfin, la tranche matinale est composée de trois journaux d'informations internationales en italien, français et anglais.
Le 2 juillet 2012, Radio Vatican met un terme à la plupart des émissions sur ondes courtes vers l'Europe et le continent américain.
Elle utilise comme indicatif les acclamations carolingiennes (« Christus vincit, Christus regnat, Christus imperat »).

### Site de diffusion
Le 8 octobre 1951, un accord est négocié entre l'État italien et le Vatican pour l'installation d'un nouveau centre d'émission et de transmission de cette station sur 424 hectares. Cette zone dix fois plus grande que la surface du Vatican bénéficie également de l'extraterritorialité. Au fil des années de nombreux riverains se plaignent des émissions des ondes électromagnétiques, jugées trop fortes, qui auraient entrainé, selon ces personnes, de nombreux cas de leucémies et de tumeurs, surtout chez les enfants vivant à proximité de l'émetteur, s'appuyant sur une étude effectuée par un professeur en médecine mais contestées par les responsable de la station de radio.
En mars 2001, le ministère de l’environnement italien a effectué des mesures sur le site d’émission et selon ces mesures, onze des quatorze antennes dépassaient jusqu’à sept fois les normes de sécurité en vigueur. Après des années de contentieux entre les riverains et le Vatican, la cour de cassation italienne a finalement donnée raison aux riverains en 2011. En 2012, Radio Vatican prend la décision d'arrêter ses émissions en ondes moyennes à la suite de l'action en justice gagnée par les riverains et cesse des émissions en ondes courtes vers la majeure partie de l’Europe et des Amériques
Les riverains ont tout de même intenté un procès au niveau pénal à l'encontre des responsables de Radio Vatican accusés de « jets d’objets dangereux », en l’occurrence des ondes électromagnétiques, qui ne pourra pas se dérouler en raison de l'absence d'une juridiction compétente. Le tribunal pénal de Rome souligne le 19 février 2022 que Radio Vatican est une activité institutionnelle du Saint-Siège et qu’elle ne peut donc être jugée, en vertu de l’article 11 du accords du Latran .

## Retransmissions
1040 radios dans 70 pays du monde retransmettent ses programmes en captant le signal à partir de deux satellites Intelsat positionnés sur l'océan Atlantique et sur l'océan Indien, du satellite européen Eutelsat ou Internet. Les plus nombreuses sont les radios catholiques, à côté de radios commerciales ou même de radios publiques nationales (en Argentine, au Paraguay, au Pérou, en Pologne, en Slovaquie et au Venezuela).
- 363 en espagnol et 353 en portugais vers l'Amérique latine
- 291 en Europe (dont 200 en Italie)
- 27 en Afrique
- 4 en Asie
- 2 en Océanie